# Iris (ime)
Iris je žensko osebno ime.

## Izvor imena
Ime Iris navadno povezujejo z imenom Iris grško Ίρις (Irida). Tako se je imenovalo v grški mitologiji žensko božanstvo, hči boga Taumanta. Znana je kot boginja mavrice, ki je preko mavrice prenašala sporočila od bogov do ljudi. Sodobni razlagalci imen pa ime Iris povezujejo z rastlinskim imenom íris, ki je sopomenka za peruniko, vrtno rastlino s suličastimi listi in velikimi raznobarvnimi cveti.

## Različice imena
Ira, Irka

## Tujejezikovne oblike imena
- pri Čehih, Dancih, Nemcih, Madžarih, Norvežanih: Iris
- pri Poljakih: Iryda

## Pogostost imena
Po podatkih Statističnega urada Republike Slovenije je bilo na dan 31. decembra 2007 v Sloveniji število ženskih oseb z imenom Iris: 915. Med vsemi ženskimi imeni pa je ime Iris po pogostosti uporabe uvrščeno na 192. mesto.

## Osebni praznik
V koledarju je ime Iris zapisano 4. septembra (Iris, palestinska mučenka, † 4. sep. v 1. stol).